# Ciudades y ruinas americanas. Mitla, Palenque, Chichen Itzá y Uxmal
Ciudades y ruinas americanas. Mitla, Palenque, Chichen Itzá y Uxmal (Cités et ruines américaines : Mitla, Palenqué, Izamal, Chichen-Itza, Uxmal, título original en francés) es una obra de Désiré Charnay de 1863, publicada en París por la editorial Gidé. Es pionera en el campo de la fotografía arqueológica en México. En 1865 fue publicado en español. Charnay lo dedicó a Napoleón III.
Previo a los viajes de Charnay el registro de la arqueología mexicana se hizo con dibujantes como Frederick Catherwood. Charnay innovó en llevar su equipo fotográfico a zonas como Monte Albán, Mitla, Palenque, Chichén Itzá, Izamal, Uxmal y Yaxchilán. En la época se requería llevar a lomo de mula unos mil 800 kilos de equipo fotográfico y atravesar ríos y zonas agrestes para llegar hasta las zonas.